# 바탈랴 수도원
승리의 성모 마리아 수도원(포르투갈어: Mosteiro de Santa Maria da Vitória 모스테이루 드 산타 마리아 다 비토리아[*])는 바탈랴 수도원(포르투갈어: Mosteiro da Batalha 모스테이루 다 바탈랴[*]→전투의 수도원)으로 더 널리 알려진 포르투갈 센트루 지방 레이리아 현 바탈랴 시에 위치한 도미니코회 수도원이다. 1385년 알주바호타 전투에서 카스티야 왕국에 승리한 것에 대해 성모 마리아에 감사를 표하기 위해 주앙 1세의 명에 따라 건설을 시작하였으며, 15세기 포르투갈 왕국의 아비스 가의 매장지 역할을 하였다. 바탈랴 수도원은 또한 마누엘 양식과 혼재된 포르투갈의 후기 고딕 건축의 가장 좋은 독창적인 예 중 하나로 여겨진다.

바탈랴 수도원 - Santa Maria da Vitória Batalha
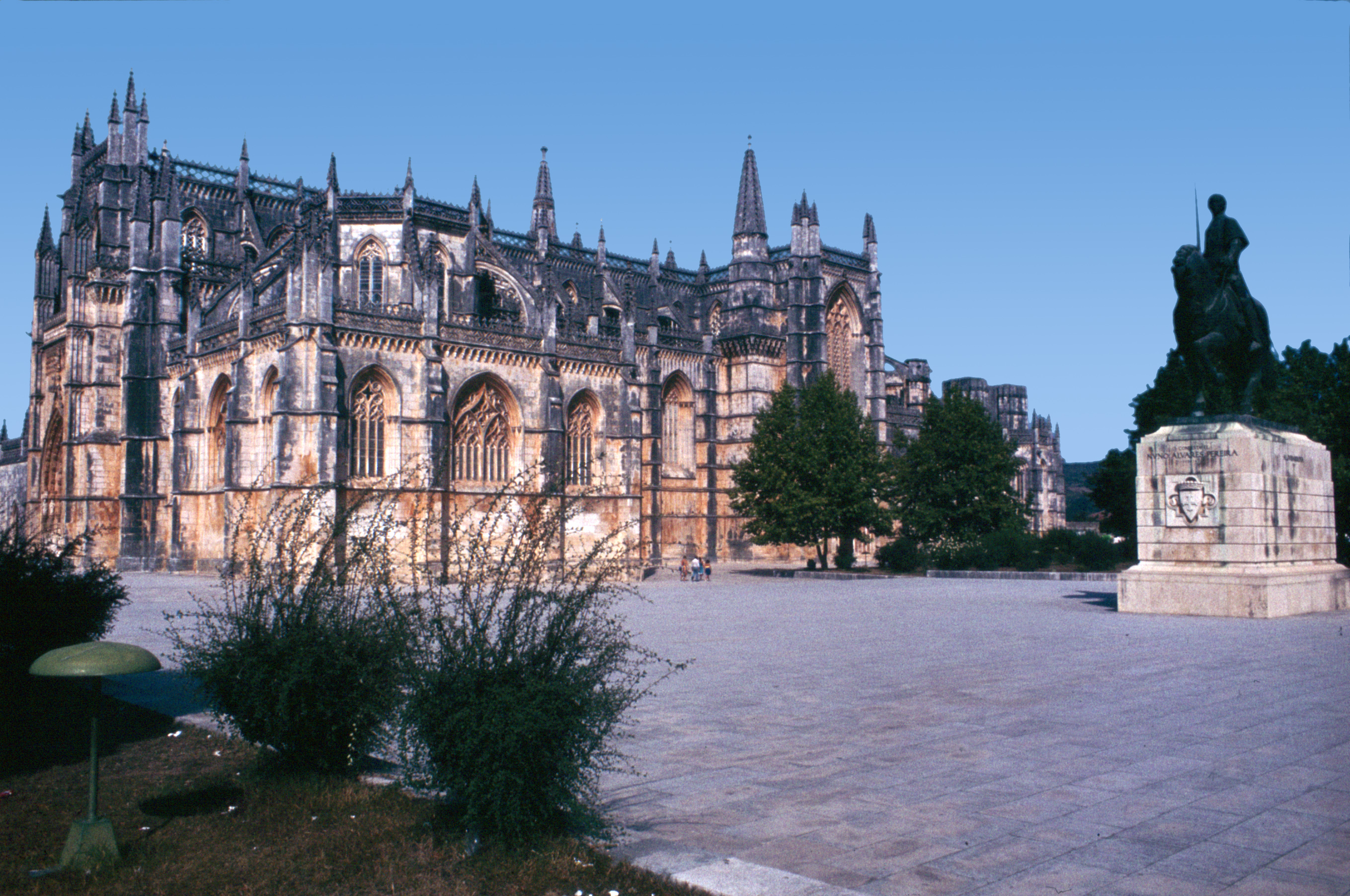
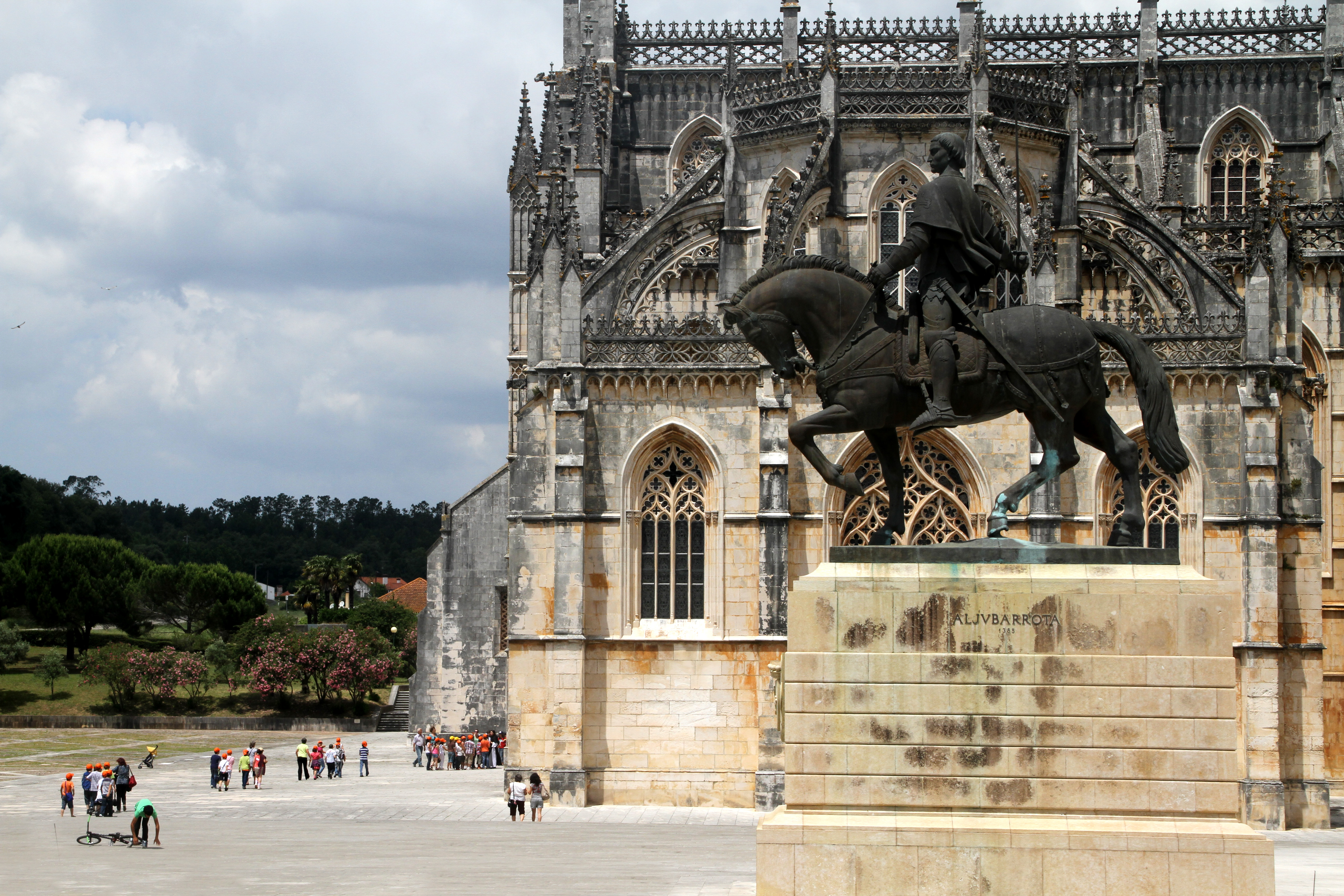
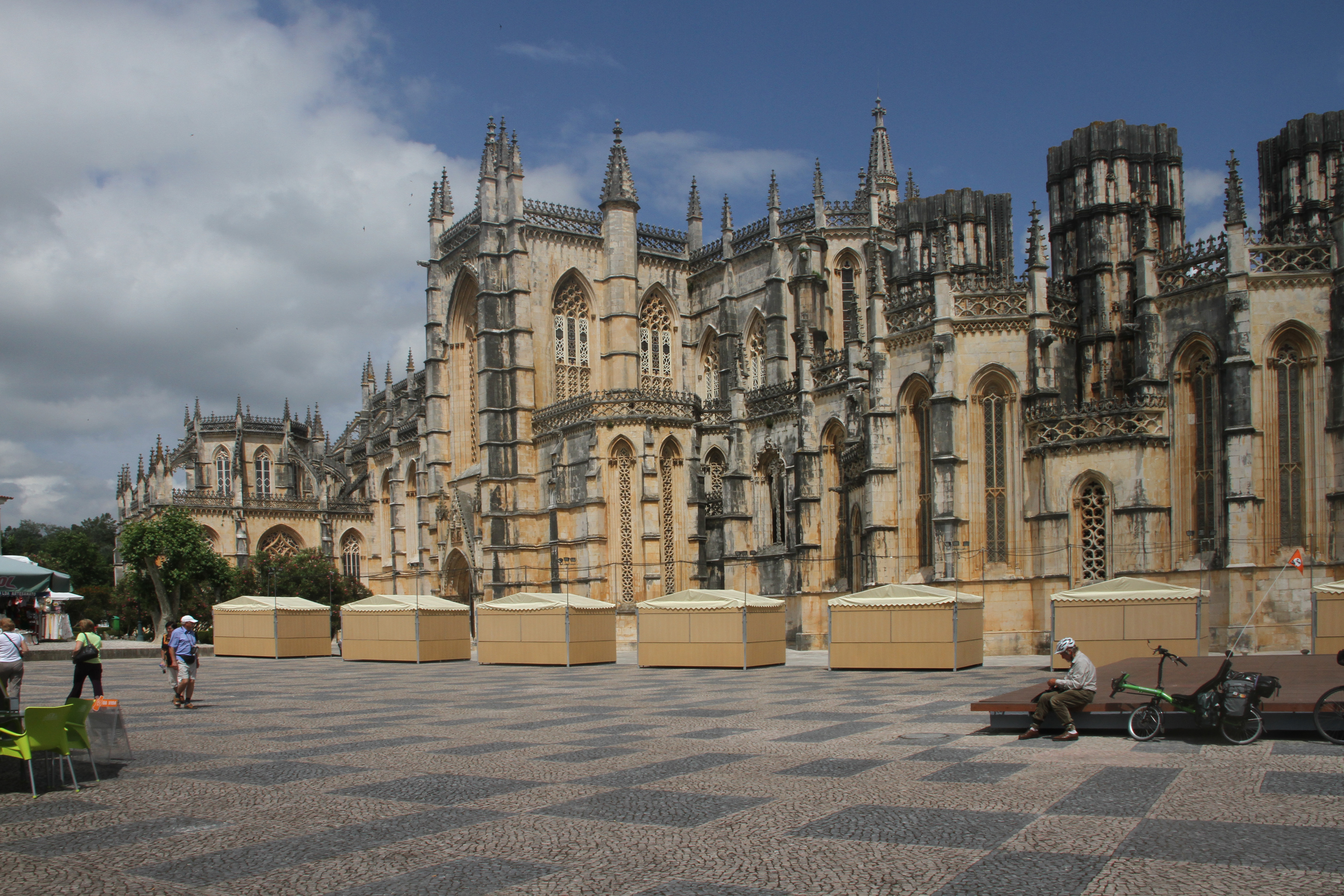
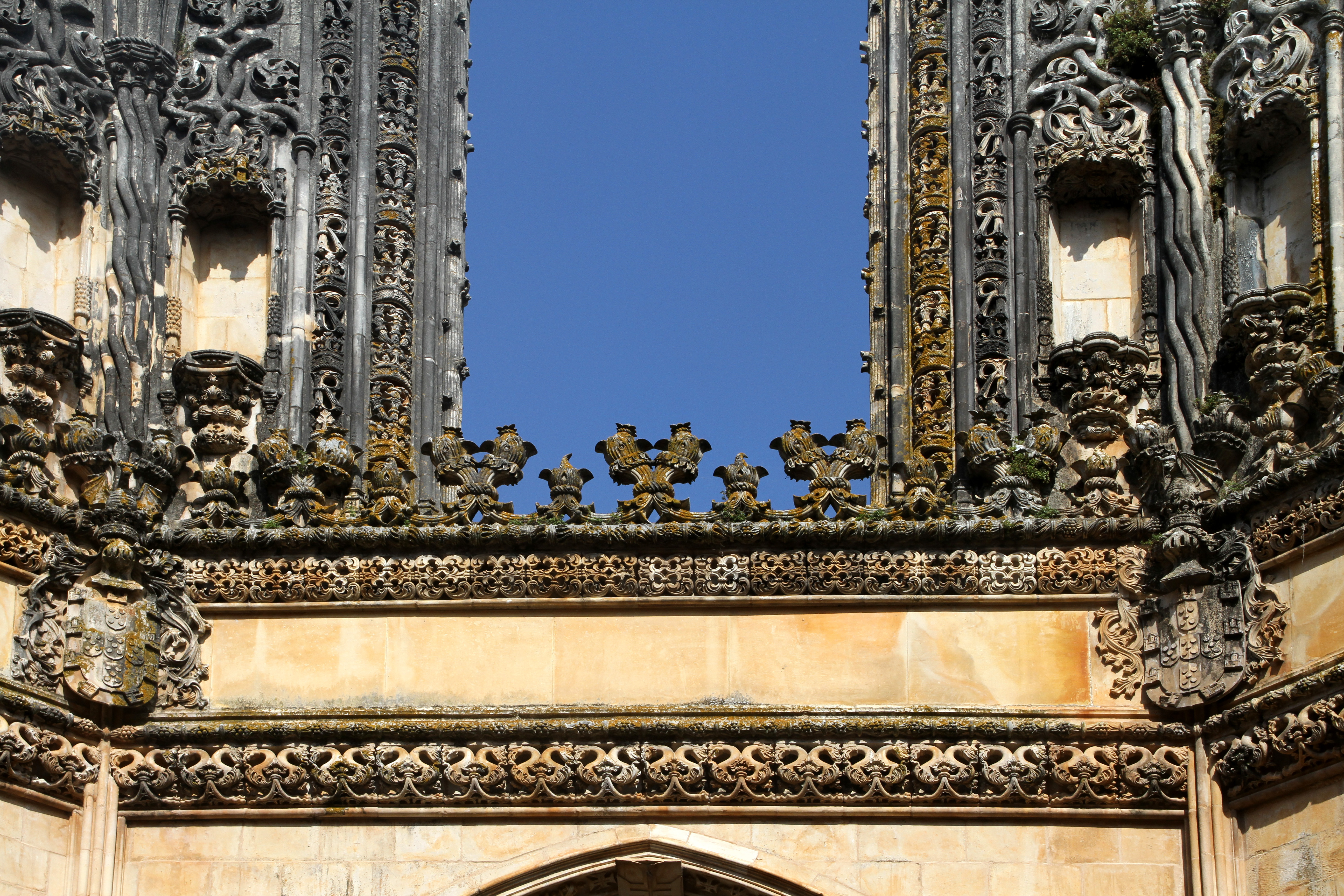
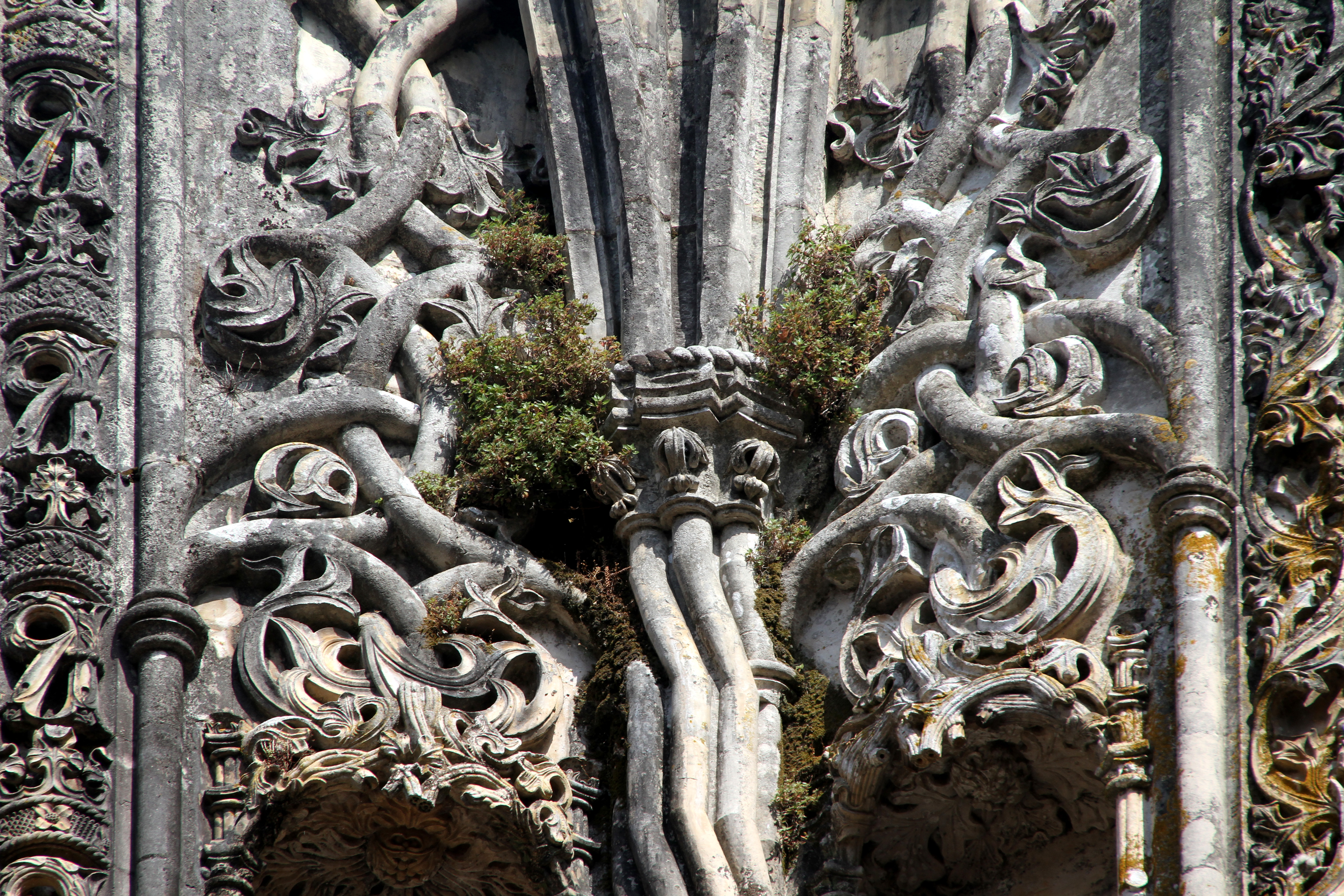
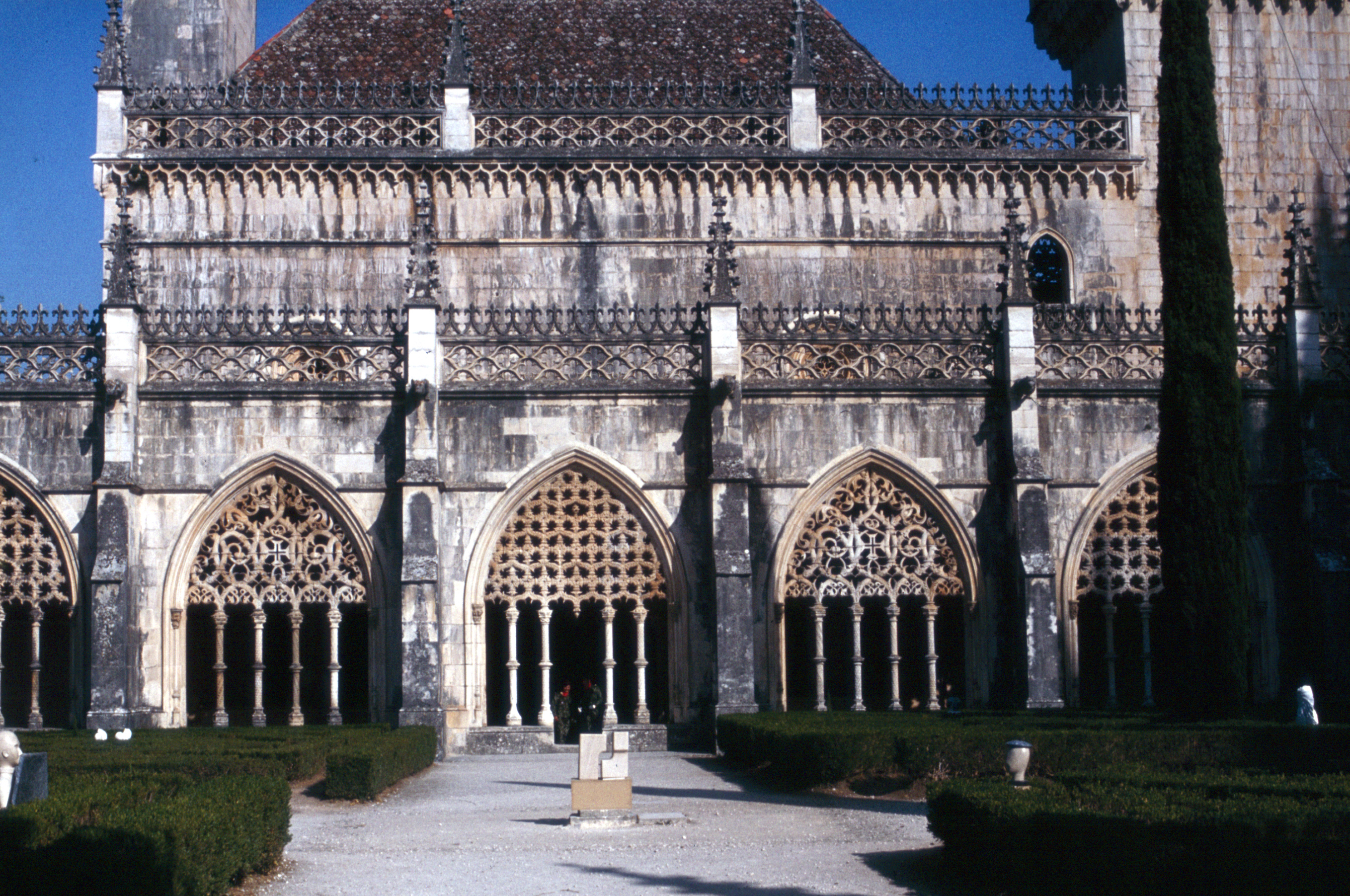
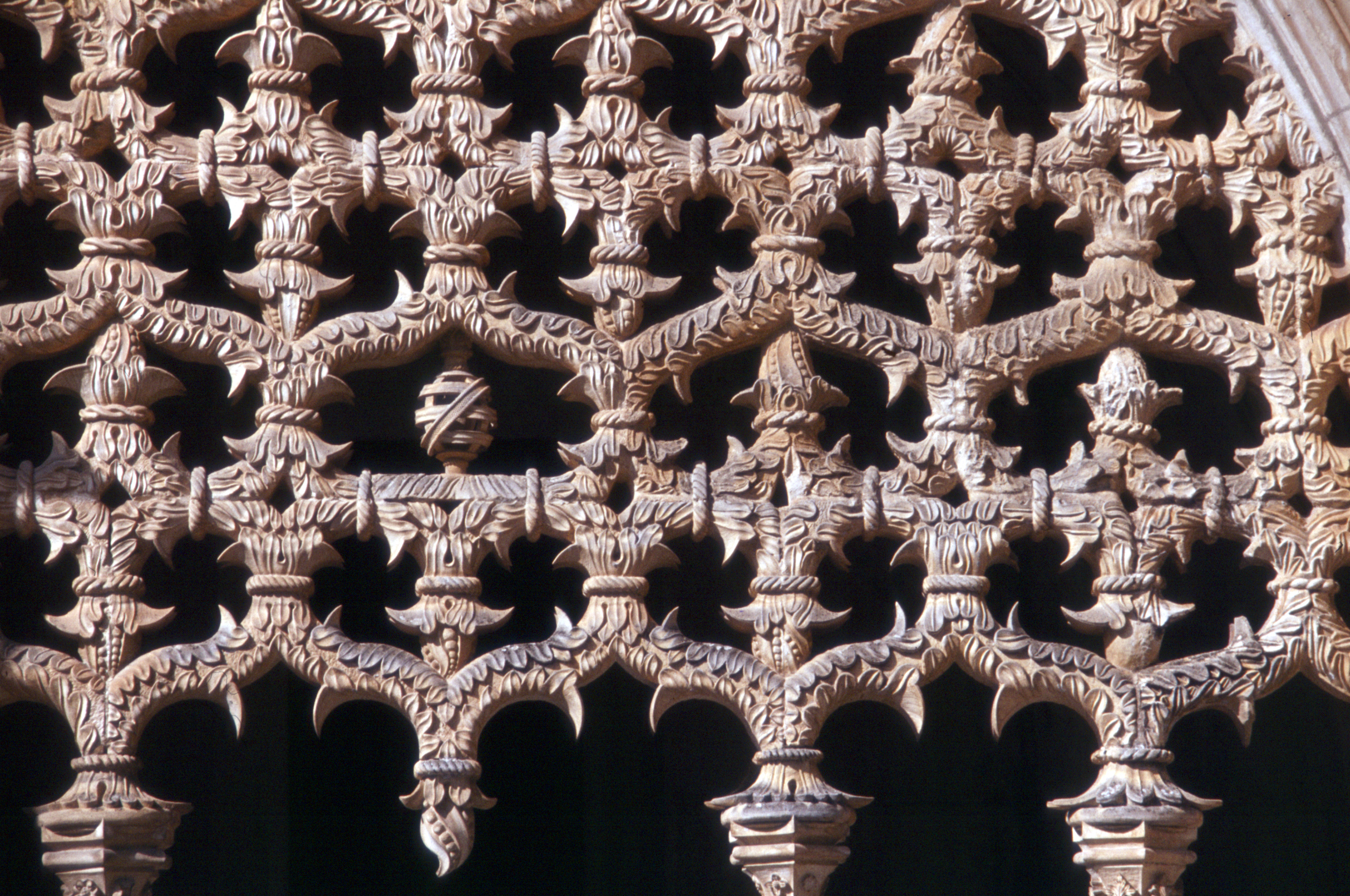
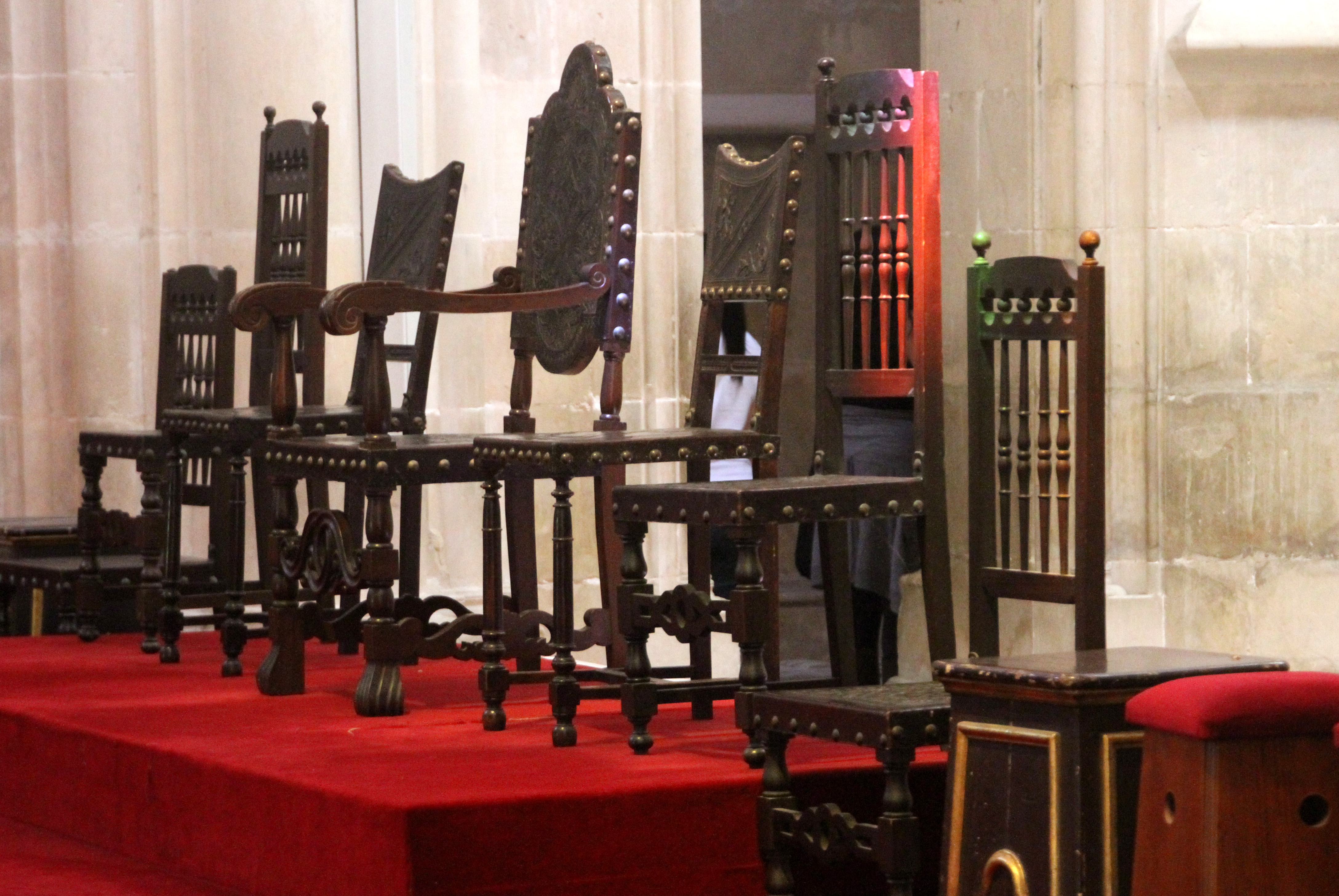
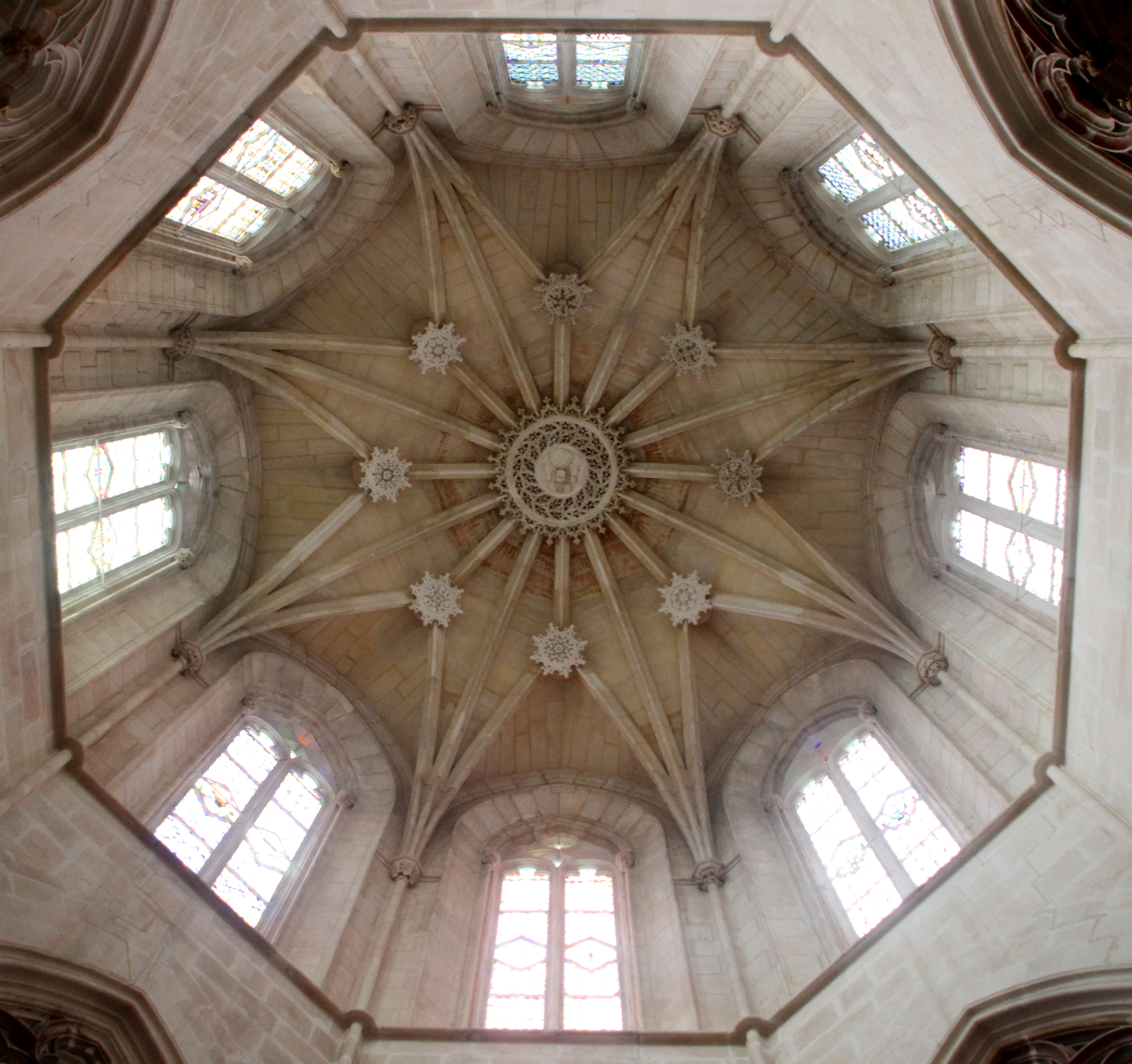